# Tiki, Niki és Viki
Tiki (Tekoeri) [ˈtɛkøri], Niki (Nicholas) és Viki (Victor) Kacsa (angolul Huey, Dewey, Louie) kitalált szereplők a Donald Kacsa-univerzumban, Donald kacsa három, külsejükben és viselkedésükben szinte egyforma unokaöccse (csak a ruhájuk színe – zöld, piros, kék – alapján lehet megkülönböztetni őket). Ted Osborne és Al Taliaferro találta ki őket és először 1937. október 17-én jelentek meg nyomtatásban. Képernyőn először a Donald unokaöccseiben jelentek meg 1938. április 15-én.  
A történetben Donald Kacsa nővérének, Della Kacsának és Dézi Kacsa egyik fivérének gyerekei. Átmenetileg Donaldra bízzák őket, miután az egyik tréfájuk kórházba juttatta az apjukat (petárdákat raktak a székére). A szüleikről nem is hallunk többet és Donald hivatalosan is örökbefogadta őket 1942-ben. Rendszerint elkísérik a nagybátyjukat és a nagy-nagybátyjukat, Dagobert bácsit a kalandjaik során.
Mindhárom kiskacsa sokcsillagos tábornok az Ifjú Mormoták cserkészcsapatban.
Időnként előfordul, hogy egy negyedik unokaöcs (rendszerint sárga ruhában) is becsúszik a rajzoló hibájából. Bob Foster szerkesztő a „Ciki” (eredeti nyelven Phooey) nevet adta a figurának, és az egyik Egmont-képregényben („Sok hűhó cikiért”, Donald Kacsa magazin) meg is magyarázza a jelenséget (mint egy különleges természetfeletti hatást).
A 2017-ben indult Kacsamesék sorozatban, amely a korábbi, azonos című sorozat újragondolása, Tiki, Niki és Viki karakterei sokkal összetettebb személyiségek, egyedi jellemvonásokkal. Emellett öltözködésük is különbözik (csak Niki hord sapkát, Tiki zöld kapucnis pulóvert, Viki pedig két, egy rövid-ujjú, illetve hosszú-ujjú pólót visel). Továbbá komolyabb szerepet kap a történetben édesanyjuk, Della Kacsa is, akinek nyoma veszett, mielőtt a kiskacsák kikeltek a tojásaikból. Innentől kezdve Donald neveli őket. 